# Penge & Privatøkonomi
Penge & Privatøkonomi var et dansk månedsmagasin, som gennem konkrete, handlingsanvisende artikler tilstræbte at optimere privatpersoners privatøkonomiske forhold. Det skete blandt andet gennem artikler og analyser. Bladet udkom 11-12 gange om året.
Magasinet udkom første gang i juni 1977 og blev frem til lukningen af magasinet i juni 2021 udgivet af Dagbladet Børsen. Penge & Privatøkonomi blev på daværende tidspunkt trykt og omdelt i ca. 30.000 eksemplarer til Dagbladet Børsens abonnenter, og det var med et læsertal på 120.000 avisens mest læste tillæg. 

## Mistanker om kursmanipulation
22. maj 2008 meddelte bladet, at en af dets mangeårige medarbejdere, Claus Forrai, var blevet fritaget for tjeneste indtil videre, efter at Finanstilsynet havde politianmeldt ham for mistanke om kursmanipulation. Han skulle angiveligt have opnået en fortjenesten på 2,3 mio. kr. Manipulationen består angiveligt i handel med aktier i selskaber, som han har skrevet om i bladet.